# Skiftestjärnen, Härjedalen
Skiftestjärnen är en sjö i Härjedalens kommun i Härjedalen och ingår i Ljusnans huvudavrinningsområde.